# Боденчук Володимир Іванович
Володи́мир Іва́нович Боденчу́к (19 березня 1955, Сухівці — 14 червня 2006, Київ) — заслужений журналіст України (1994), багатолітній головний редактор газети «Молодь України», засновник газети «Український футбол».

## Біографія

Могила Володимира Боденчука

Народився 19 березня 1955 року в селі Сухівці Рівненського району Рівненської області в сім'ї вчителів. Батьки були засновниками й працювали в Клеванській санаторній школі-інтернаті для дітей із серцево-судинними захворюваннями.
У 1972 році закінчив Клеванську СШ № 1 із відзнакою. В школі захоплювався футболом та відзначався літературним хистом. 1977 року закінчив факультет журналістики Львівського університету. З того ж року в редакції газети «Молодь України» (кореспондент, завідувач відділу, редактор щотижневого додатка «Студентський гарт», відповідальний секретар, заступник головного редактора). 1987 року призначений головним редактором видання, під його керівництвом «молодіжка» виходила накладом до 900 тисяч примірників.
Автор збірок публіцистики:
- «Погляд із п'єдесталу»;
- «Вогонь наших буднів»;
- «Честь прапора».

## Громадська діяльність
Тривалий час був секретарем НСЖУ, одним з фундаторів і головою правління Гільдії головних редакторів (керівників) засобів масової інформації України.
Був любителем спорту, побував на багатьох Олімпійських іграх, заснував газету «Український футбол».
Помер 14 червня 2006 року в Києві від цукрового діабету. Похований у Києві на Берковецькому кладовищі.

## Нагороди
- Орден «За заслуги» III ст. (2000)
- Почесне звання «Заслужений журналіст України» (1994)
- Орден Святого Рівноапостольного князя Володимира Великого (УПЦ КП)[1]

## Відео
- Володимир Боденчук — «Журналіст і Незалежність», № 11[недоступне посилання з червня 2019], спогади Віталія Портникова.